# Tetraplosphaeria nagasakiensis
Tetraplosphaeria nagasakiensis är en svampart som beskrevs av Kaz. Tanaka & K. Hirayama 2009. Tetraplosphaeria nagasakiensis ingår i släktet Tetraplosphaeria och familjen Tetraplosphaeriaceae.   Inga underarter finns listade i Catalogue of Life.